# امامزاده شیخ محمد
بقعه امامزاده شیخ محمد بین روستای نصیرآباد و محمدآباد در بخش فورگ شهرستان داراب استان فارس در دامنهٔ صخره‌ای کم ارتفاع، واقع شده‌است. شالوده بنا از سنگ لاشه و ملات گچ است و بیش از ۴۰۰ سال قدمت تاریخی دارد و این اثر در تاریخ ۹ دی سال ۱۳۸۵ با شماره ثبت ۱۶۱۶۷ به عنوان یکی از آثار ملی ایران به ثبت رسیده‌است.

## ساختار
ساختمان بقعه از خارج به صورت یک برج مربع شکل به ابعاد ۸ در ۸ و ارتفاع ۸ متر است. چهار زاویه انتهایی بقعه به صورت شش ضلعی طراحی شده تا گنبد بنا را بر آن استوار سازند. محراب سنگی و کوتاه بقعه، از الحاقات دوره قاجاری است که در جنوب حقوق طراحی شده‌است.

## تبارنامه
از هویت شخص مدفون هیچ گونه اطلاعی وجود ندارد و در کتب انساب بدان اشاره ای نشده‌است
اما اهالی روستا معتقد هستند که وی از همراهان امامزاده شاه ابو زکریا بوده که به این مکان پناهنده شده بود ولی بر این ادعا، هیچ گونه مستند تاریخی وجود ندارد.